# Ceremoniële mace
Een mace is in Angelsaksische landen een ceremoniële staf of scepter, die gebruikt wordt als representatief symbool voor bijvoorbeeld hoogwaardigheidsbekleders.

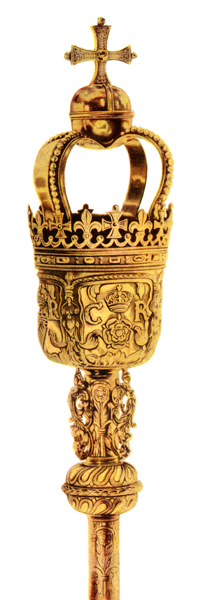
Mace van het Britse parlement, daterend uit de tijd van Karel II

Tijdens een zitting van het Britse parlement ligt een mace op tafel. Aan het begin wordt de mace met enig ceremonieel binnen gebracht en aan het eind van de zitting wordt hij weer weggehaald. Een discussie van het parlement is niet wettig als de mace er niet is.
In de muziekwereld is een mace of bâton de stok van een tambour-maître, waarmee de maat en de te spelen muziek van de drumband wordt aangegeven. Tijdens shows wordt de mace vaak zeer hoog in de lucht gegooid, om daarna door de tambour-maître weer te worden opgevangen.

## Afbeeldingen

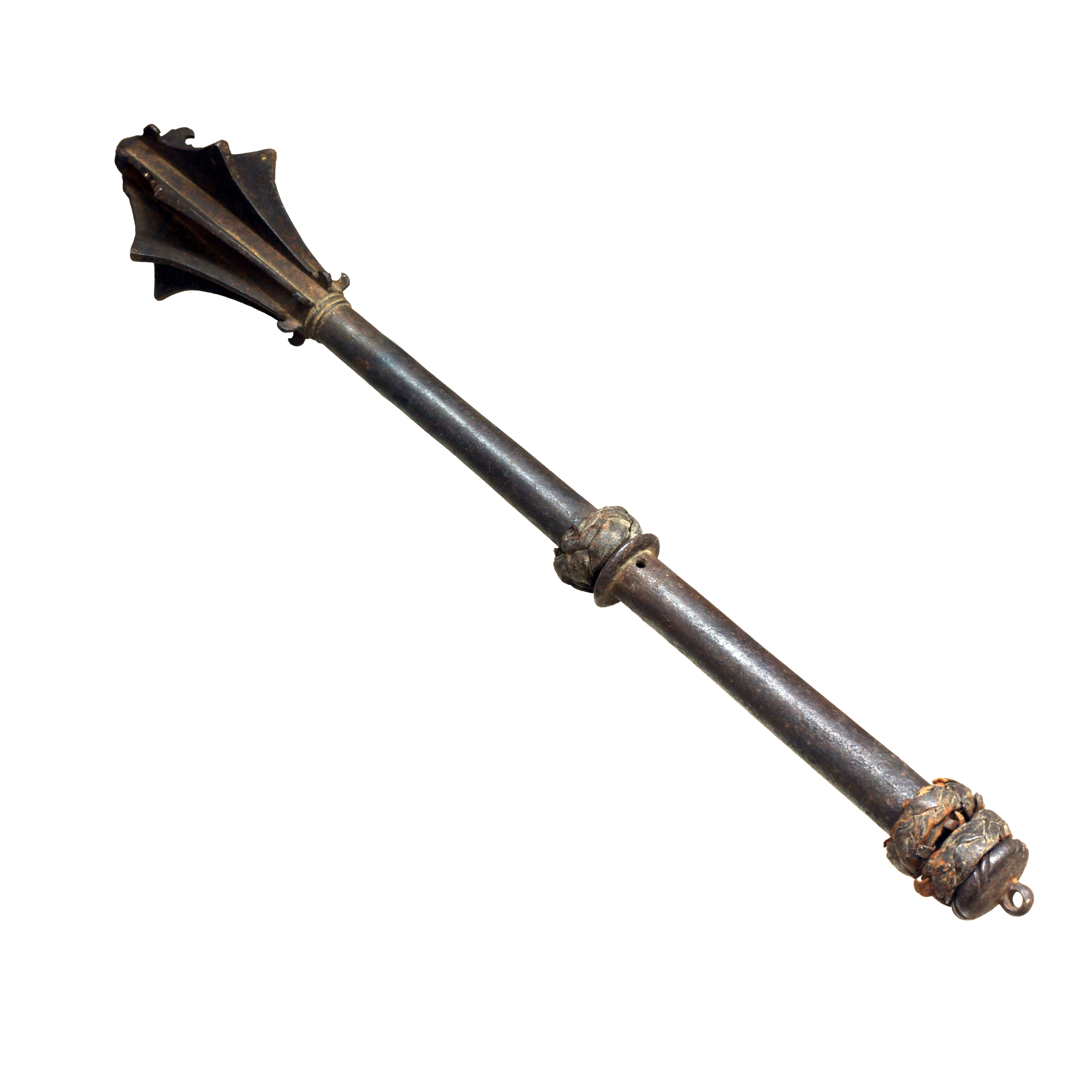
Mace als historisch wapen
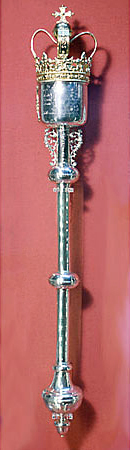
Ceremoniële mace
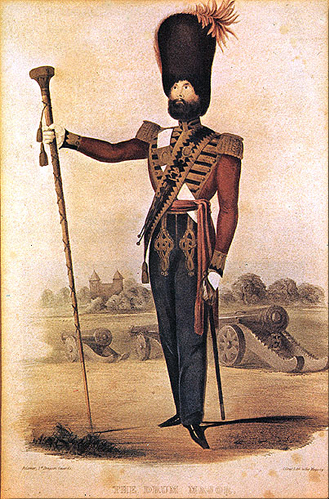
Tamboer-majoor met een mace